# Emil Hasler
Emil Hasler (* 8. November 1901 in Berlin; † 15. Januar 1986 ebenda) war ein deutscher Szenenbildner.

## Leben
Emil Hasler nahm nach seiner Schulzeit eine Lehre als Theatermaler und Bühnenbildner an der Königlichen Kunstschule in Berlin an. Ab 1919 war er Bühnenmaler in Filmateliers und malte als Assistent bis 1925 unter anderem die Kulissen für Ernst Lubitschs Die Bergkatze (1921), Robert Wienes I.N.R.I. (1923) und Ewald André Duponts Varieté (1925).
Von 1927 bis 1933 wirkte er als Szenenbildner an einigen künstlerisch bedeutenden deutschen Filmen mit. Gemeinsam mit Karl Vollbrecht und Otto Hunte war er Filmarchitekt der Fritz-Lang-Filme Frau im Mond, M und Das Testament des Dr. Mabuse. Mit Hunte gestaltete Hasler den szenischen Raum in Josef von Sternbergs Der blaue Engel und mit Ernő Metzner arbeitete er für Tagebuch einer Verlorenen von Georg Wilhelm Pabst.
Ab 1933 war er Ausstatter zahlloser Unterhaltungsfilme. Seine erste Farbfilmausstattung fertigte er für Münchhausen (1943). Nach dem Krieg war Hasler kurz für die DEFA tätig – Die Buntkarierten (Kurt Maetzig, 1949) und Das kalte Herz (Paul Verhoeven, 1950). Bis in die 1960er Jahre arbeitete er dann in der Bundesrepublik, von 1962 bis 1968 für das Fernsehen.

## Auszeichnungen
Im Jahr 1976 wurde Emil Hasler mit dem Filmband in Gold für langjähriges und hervorragendes Wirken im deutschen Film ausgezeichnet.

## Filmografie (Auswahl)
- 1927: Üb’ immer Treu’ und Redlichkeit
- 1928: Dyckerpotts Erben
- 1929: Frau im Mond
- 1930: Drei Tage Mittelarrest
- 1931: Schatten der Unterwelt
- 1931: Um eine Nasenlänge
- 1933: Was Frauen träumen
- 1936: Das Schloß in Flandern
- 1937: Der Unwiderstehliche – Regie: Géza von Bolváry
- 1938: Die Frau am Scheidewege
- 1940: Die 3 Codonas
- 1940: Aus erster Ehe
- 1941: Jungens – Regie: Robert A. Stemmle
- 1941: Annelie
- 1944: Nora
- 1944: Träumerei
- 1947: … und über uns der Himmel
- 1948: Chemie und Liebe
- 1949: Nächte am Nil
- 1950: Epilog – Das Geheimnis der Orplid – Regie: Helmut Käutner
- 1951: Eva im Frack
- 1952: Der bunte Traum
- 1953: Ein Leben für Do
- 1953: Die Stärkere
- 1954: Glückliche Reise
- 1954: Die Hexe
- 1955: Der Himmel ist nie ausverkauft
- 1957: Das einfache Mädchen
- 1958: Münchhausen in Afrika
- 1958: Petersburger Nächte
- 1958: Mädchen in Uniform
- 1958: Ohne Mutter geht es nicht
- 1958: Scala – total verrückt
- 1959: Das Totenschiff
- 1959: Was eine Frau im Frühling träumt
- 1960: Ich schwöre und gelobe
- 1960: Die Fastnachtsbeichte
- 1960: Venus im Licht (Fernsehfilm)